# Ачамайлы-Тама
Ачамайлы́-Тама́ (укр. Ачамайли-Тама, крымскотат. Açamaylı Tama, Ачамайлы Тама) — исчезнувшее село в Джанкойском районе Республики Крым, располагавшееся на западе района, в степной части Крыма, примерно в 3,5 км к северо-западу от современного села Новокрымское (у шоссе 35А-001 Армянск — Джанкой).

## История
Первое документальное упоминание села встречается в Камеральном Описании Крыма… 1784 года, судя по которому, в последний период Крымского ханства Адча Маклы входил в Сакал кадылык Перекопского каймаканства.
После присоединения Крыма к России (8) 19 апреля 1783 года, (8) 19 февраля 1784 года, именным указом Екатерины II сенату, на территории бывшего Крымского Ханства была образована Таврическая область и деревня была приписана к Перекопскому уезду. После Павловских реформ, с 1796 по 1802 год, входила в Перекопский уезд Новороссийской губернии. По новому административному делению, после создания 8 (20) октября 1802 года Таврической губернии, Ачамайлы-Тама был включён в состав Джанайской волости Перекопского уезда.
По Ведомости о всех селениях в Перекопском уезде состоящих с показанием в которой волости сколько числом дворов и душ… от 21 октября 1805 года в деревне Ашамали-Тама числилось 11 дворов и 60 жителей крымских татар. На военно-топографической карте генерал-майора Мухина 1817 года обозначена деревня Асмалы тама с 15 дворами. В результате реформы волостного деления 1829 года Ачишайлы Тама, согласно «Ведомости о казённых волостях Таврической губернии 1829 года» остался в составе прежней волости. На карте 1836 года в деревне 15 дворов. Затем, видимо, в результате эмиграции крымских татар, деревня заметно опустела и на карте 1842 года Ачамайлы-Тама обозначен условным знаком «малая деревня», то есть менее 5 дворов
В 1860-х годах, после земской реформы Александра II, деревню включили в состав Бурлак-Таминской волости. В «Списке населённых мест Таврической губернии по сведениям 1864 года», составленном по результатам VIII ревизии 1864 года, Ачамайлы-Тама — владельческая татарская деревня, с 20 дворами, 117 жителями и мечетью при колодцах. По обследованиям профессора А. Н. Козловского начала 1860-х годов, в селении «… нет колодцев, а только копани с глубиною 7—8 саженей» (14—16 м), вода в которых бывала не постоянно (копань — выкопанная на месте с близким залеганием грунтовых вод яма). На трёхверстовой карте Шуберта 1865—1876 года в деревне обозначено 15 дворов). Согласно «Памятной книжке Таврической губернии за 1867 год», деревня была покинута жителями в 1860—1864 годах, в результате эмиграции крымских татар, особенно массовой после Крымской войны 1853—1856 годов, в Турцию и оставалась в развалинах.
Согласно энциклопедическому словарю «Немцы России», немецкое лютеранское село Абаклы немецкий, на месте Ачамайлы-Тама, было основано выходцами из бердянских колоний в 1897 году.